# Jerome Beasley
Jerome Arnold Beasley (Compton, 17 maggio 1980) è un ex cestista statunitense, professionista nella NBA, in Europa e in Sudamerica.

## Carriera
È stato selezionato dai Miami Heat al secondo giro del Draft NBA 2003 (33ª scelta assoluta).
Con gli Stati Uniti ha disputato i Campionati americani del 2005.

## Palmarès
- Campione CBA (2005)
- Campione NBDL (2007)
- Coppa d'Olanda: 1

EiffelTowers Den Bosch: 2009